# Étoile Football Club Fréjus Saint-Raphaël
Étoile Football Club Fréjus Saint-Raphaël é uma agremiação esportiva francesa sediada em Fréjus, no departamento de Var (Provença-Alpes-Costa Azul).

## História
Fundado em 2009 como resultado da fusão entre Étoile Sportive Fréjusienne e Stade Raphaëlois, atualmente disputa o Championnat National (Terceira Divisão francesa). Disputa suas partidas como mandante no Stade Pourcin, com capacidade para 2.500 lugares. Suas cores são azul e vermelho (uniforme titular) e azul e amarelo (uniforme reserva).